# Albertinum

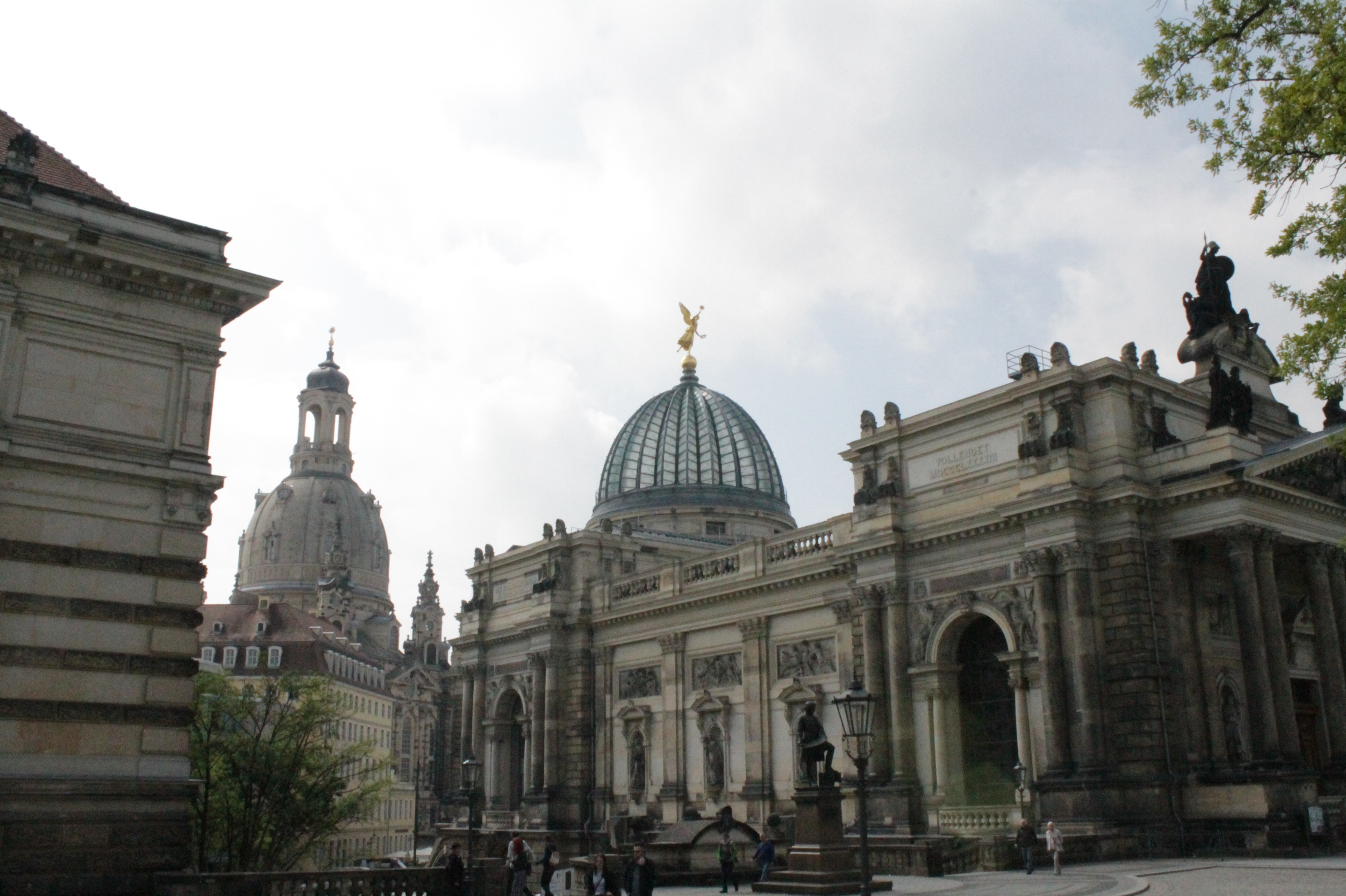
L'Albertinum, avec la Frauenkirche en arrière-plan.

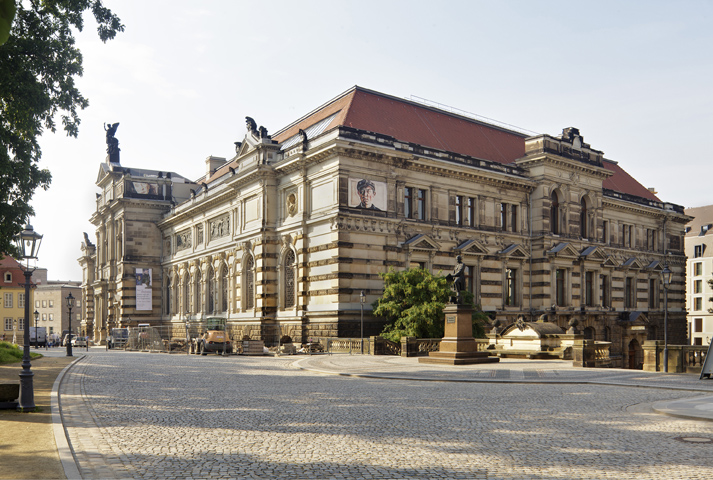
L'Albertinum

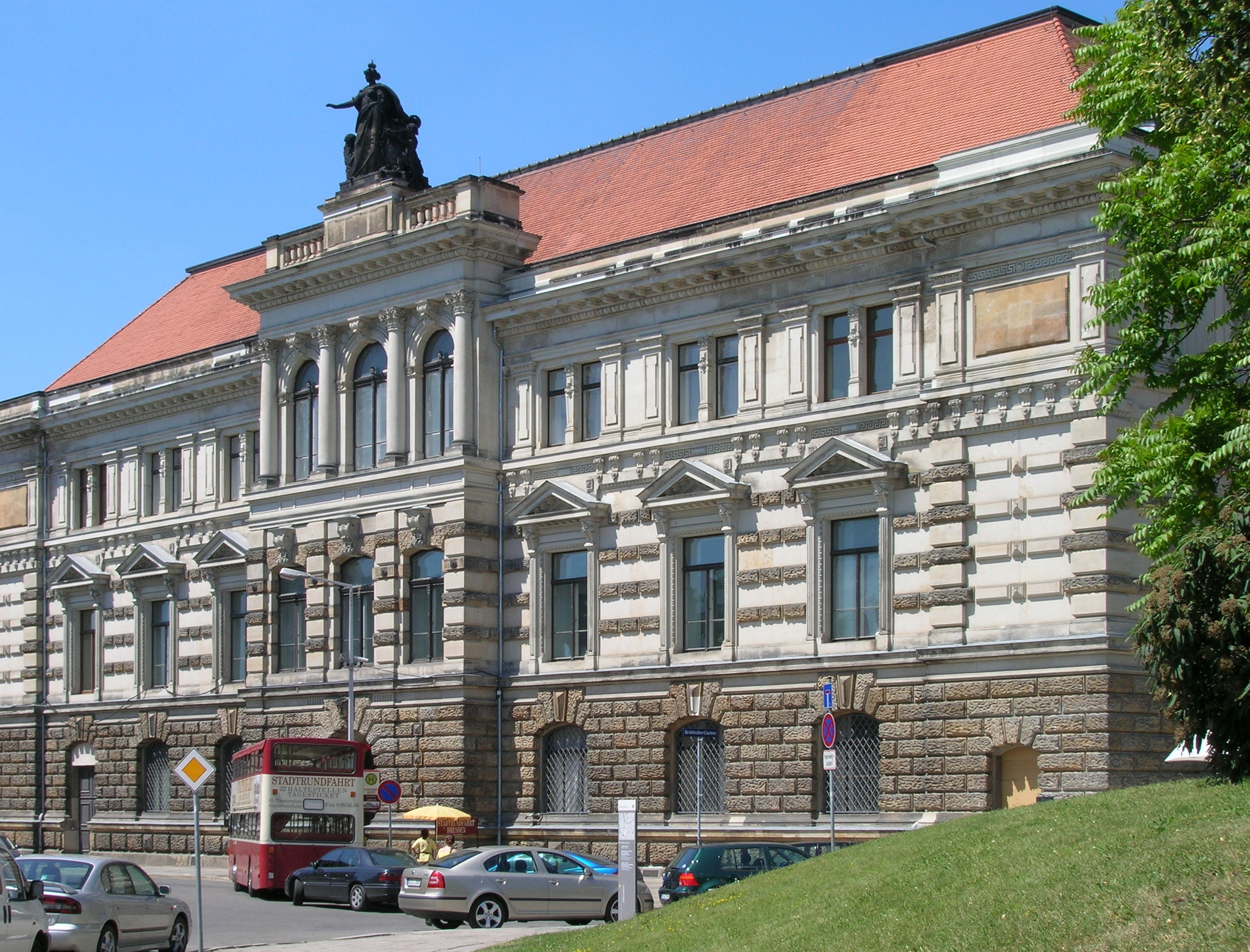
Entrée Est de l'Albertinum

L'Albertinum est un bâtiment situé à Dresde en Allemagne, à proximité de la Terrasse Brühl (Brühlsche Terrasse) et du hall d'exposition Lipsiusbau. 
Il abrite deux des musées des Collections nationales de Dresde : la Galerie Neue Meister (Galerie des Maîtres nouveaux) et la Skulpturensammlung (Collection de sculptures). Il héberge aussi les Archives Gerhard Richter. Après sa modernisation et sa restructuration complète, le nouvel Albertinum expose des œuvres d’art allant du romantisme allemand jusqu'à nos jours.

## Histoire
L'Albertinum fut construit entre 1559 et 1563 dans un but militaire : il s'agissait d'un arsenal. Le bâtiment actuel n'a plus grand-chose à voir avec le bâtiment initial, mais il a su toujours se réinventer. À la fin du XIXe siècle, le bâtiment perd sa fonction quand un autre arsenal est construit dans la ville. En seulement quatre ans, de 1884 à 1887, le bâtiment fut transformé, dans un style néo-Renaissance, en musée pour accueillir la Skulpturensammlung. C'est alors qu'il prit le nom d'Albertinum, en référence au roi de l'époque, Albert de Saxe.
Les bombardements de février 1945 n'ont que très peu endommagé l'Albertinum, en comparaison avec les autres musées de la ville. À la suite de la guerre, les forces de l'Armée Rouge pillèrent les trésors de la ville mais les rendirent dans les années 1950. L'Albertinum était alors le dépôt de tous les trésors rapportés par les Soviétiques, et les visiteurs pouvaient venir les admirer.
Entre 1961 et 1965 fut aménagée la Galerie Neue Meister dans l'Albertinum à la suite de la reconstruction de l'étage supérieur du musée.
En 2002, la crue exceptionnelle de l'Elbe endommagea sérieusement les œuvres situées dans les dépôts, et l'Albertinum décida de repenser complètement son organisation.

## Le nouvel Albertinum

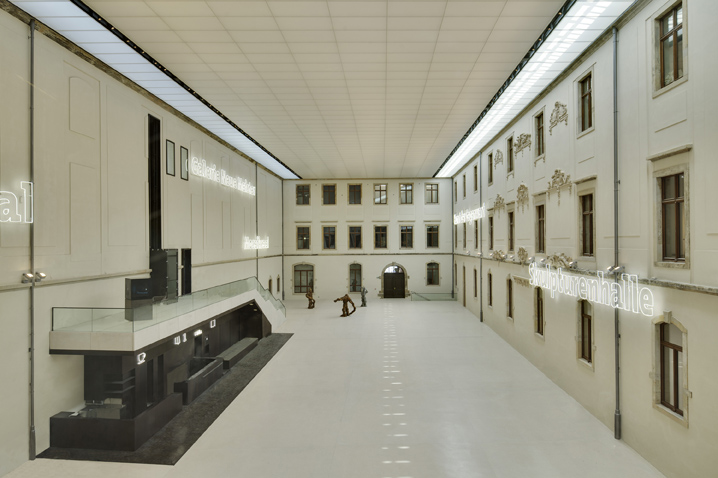
La cour intérieure de l'Albertinum (2010).

À la suite la crue exceptionnelle de l'Elbe en 2002, l'Albertinum a été complètement réorganisé. Ce qui eut d’abord toutes les apparences d’une véritable catastrophe pour les œuvres d’art entreposées dans les sous-sols, s’est finalement avéré une chance pour le musée. 
Les travaux de nettoyage et de reconstruction ont été dans un premier temps permis par les fonds obtenus grâce à une quarantaine d'artistes majeurs, dont les œuvres étaient exposés à l'Albertinum. Ils organisèrent une vente aux enchères qui permit de rapporter 3,4 millions d'euros nécessaires au commencement des travaux qui ont été confiés au bureau d'architecte Staab.
Le bureau d'architectes Staab a réalisé à l'Albertinum un véritable chef-d’œuvre architectural : il a recouvert la cour intérieure d’une vaste toiture au sein de laquelle se trouvent dépôts et ateliers pour faire de l'Albertinum une véritable « arche des arts ». L’arche est une construction en acier de 2 700 tonnes environ, créant entre les toits un espace couvert destiné à abriter les dépôts et les ateliers de restauration. Une configuration spéciale permet de dévier la lumière du jour à travers des espaces latéraux de la toiture pour éclairer le hall d’entrée, lumineux et modulable. Grâce au réaménagement du bâtiment, la surface d’exposition consacrée à l’art des XIXe, XXe et XXIe siècles est multipliée par quatre. 
La réouverture du musée, en juin 2010, a été l'événement majeur des 450 ans des Collections Nationales de Dresde.

## Les Collections

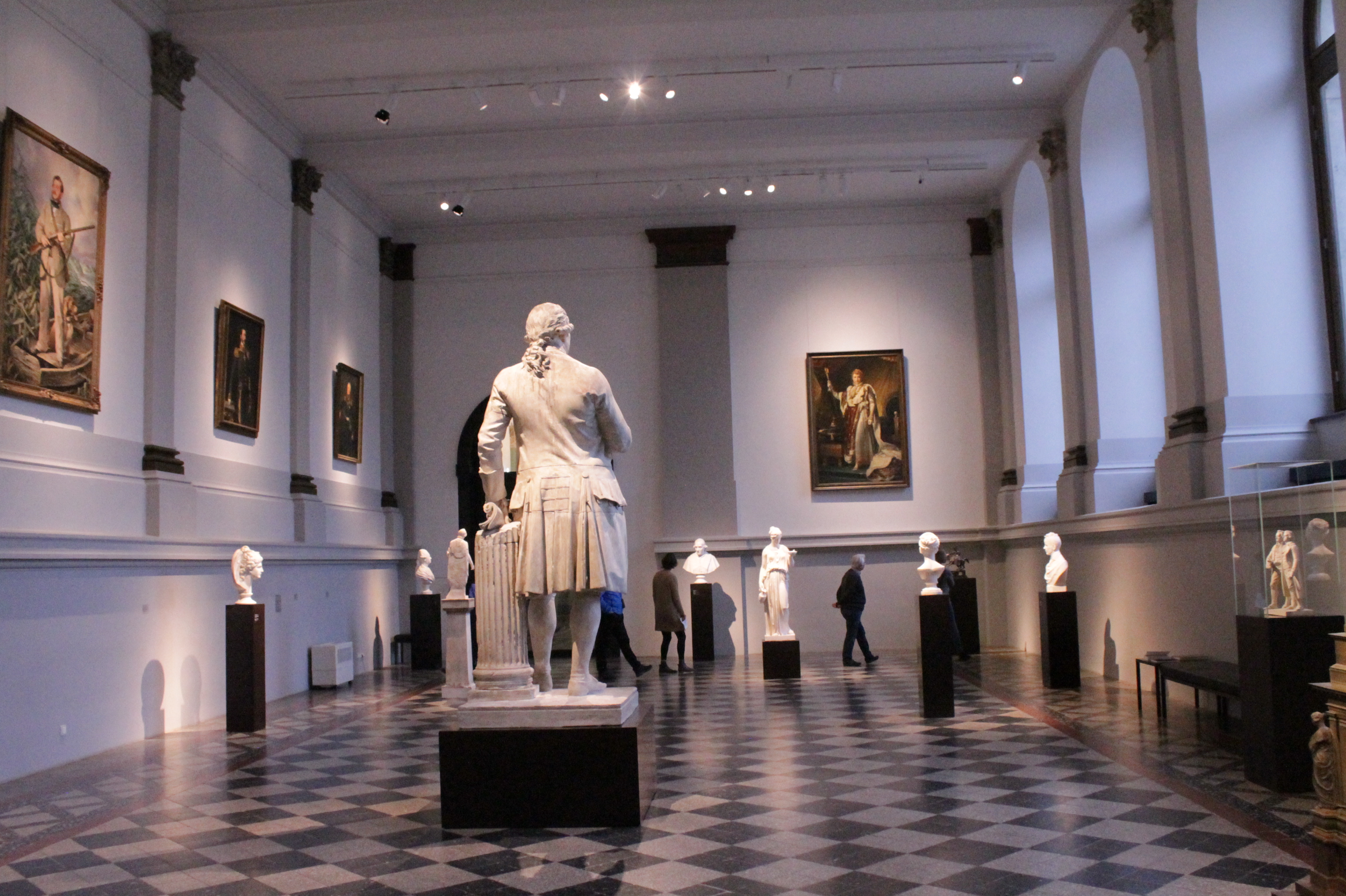
Salle de sculpture à l'étage.

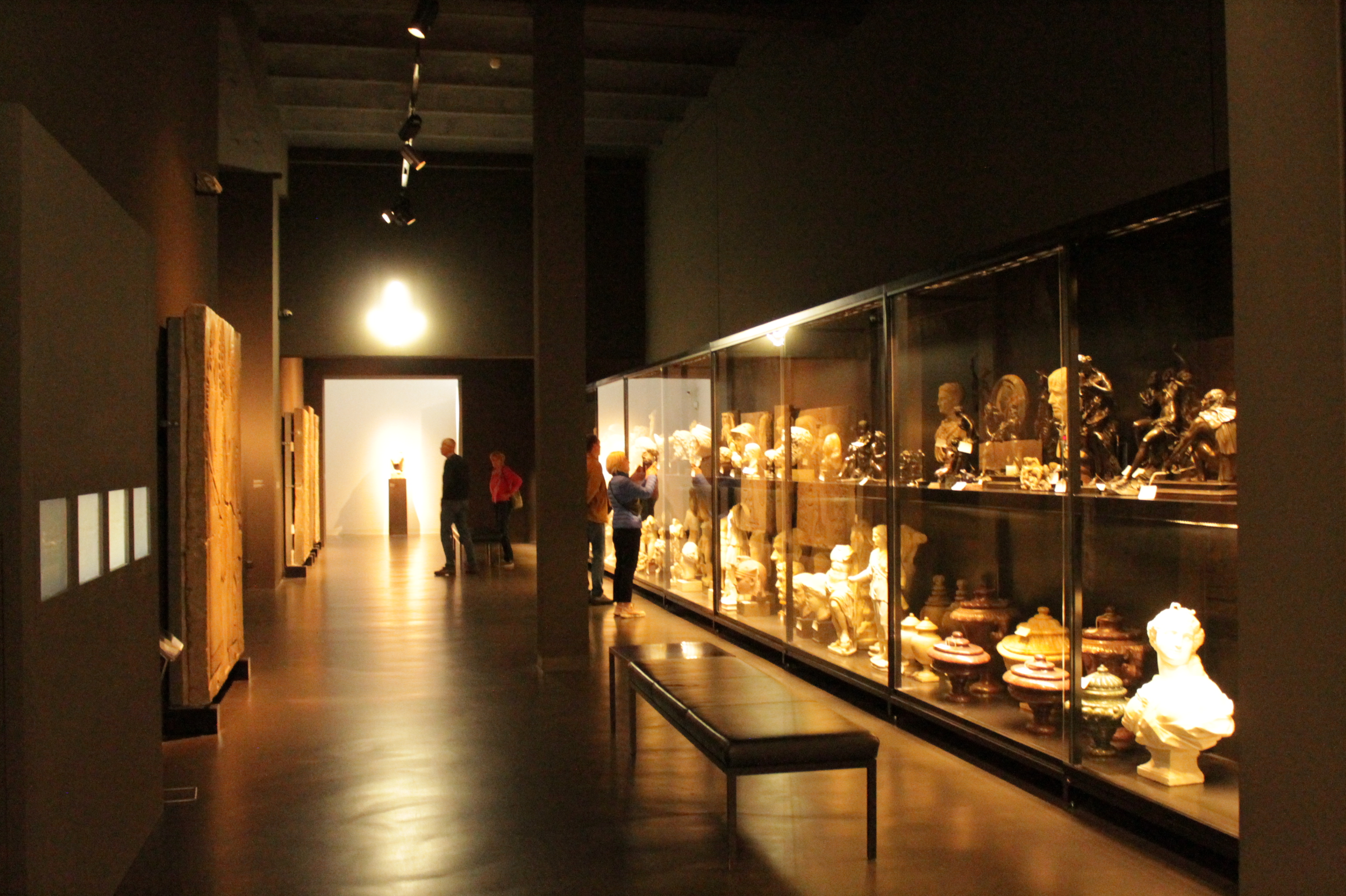
Corridor de sculptures.

Selon une conception et programmation muséographique très innovante, l’exposition permanente du musée présente les différentes époques des arts plastiques depuis le XIXe siècle jusqu’à nos jours, et ce, pour toutes les activités et médias artistiques concernés, et met ainsi en lumière les impulsions importantes que Dresde a donné à l’art moderne. D'autre part, tout y est fait pour que les deux collections du musée - la collection de la sculpture et le musée de la peinture du XIXe au XXIe siècle - entrent en contact et se complètent. Citons entre autres la salle Klinger, où l’art Fin de siècle est présenté dans une ambiance très sensuelle grâce à la présence de sculptures et de peintures mises en perspective les unes avec les autres, ou la salle de la mosaïque, réservée au classicisme allemand et au sculpteur Ernst Rietschel.
La Galerie Neue Meister, galerie la plus grande du musée, rassemble des tableaux allant du romantisme allemand à aujourd'hui. Il s'agit d'une des principales collections de la ville, avec des maîtres allemands comme Caspar David Friedrich, Adrian Ludwig Richter, Max Liebermann, Otto Dix, Georg Baselitz et Gerhard Richter, mais aussi de maîtres français comme Claude Monet ou Edgar Degas. 
La Skulpturensammlung (collection de sculptures) rassemble, elle, des sculptures allant de Rodin aux sculpteurs du XIXe siècle. La collection de sculptures antiques du Schaudepot est actuellement entreposée également à l'Albertinum mais devrait retrouver bientôt la place que l'architecte Semper avait prévue pour elle : la salle Est du Semperbau, actuellement occupé par la Collection de la Rüstkammer (Salle d'armes).
Le bâtiment est également doté d'une salle d'exposition temporaire au premier étage.
Enfin, le bâtiment abrite les Archives sur Gerhard Richter (Gerhard Richter Archiv).